# Vencedores do Prêmio Brasil Olímpico de 2003
O Prêmio Brasil Olímpico de 2003 foi a quinta edição da premiação dada pelo Comitê Olímpico Brasileiro aos melhores atletas do ano. Foram entregues prêmios aos melhores atletas de 47 modalidades, além do prêmio de Melhor Atleta do Ano para um homem e uma mulher, do Troféu Adhemar Ferreira da Silva, entregue a um ex-atleta e do prêmio de Melhor Técnico do Ano.

## Vencedores por modalidade
| - Atletismo: Hudson de Souza - Badminton: Guilherme Pardo - Basquete: Janeth Arcain - Beisebol: Kléber Ojima - Boliche: Jacqueline Costa - Boxe: James Dean Pereira - Canoagem Slalom: Gustavo Selbach - Canoagem Velocidade: Sebástian Cuattrin - Ciclismo Estrada: Janildes Fernandes Silva - Ciclismo Mountain Bike: Jaqueline Mourão - Ciclismo Pista: Marcos Novello - Esportes no Gelo: Fabiana Santos - Esgrima: Élora Pattaro - Esqui Aquático: Marina Lorenzo - Futebol: Marta Vieira da Silva - Ginástica Artística: Daiane dos Santos - Ginástica Rítmica: Dayanne Camillo - Handebol: Bruno Menezes - Hipismo Adestramento: Pia Aragão - Hipismo CCE: Raul Bernardo Nelson de Senna Neto - Hipismo Saltos: Álvaro de Miranda Neto - Hóquei sobre Grama: Leonardo Lemos - Hóquei sobre Patins: Daniel Bellangero - Judô: Edinanci Silva | - Karatê: Lucélia de Carvalho - Levantamento de Peso: Valdirene Aparecida da Silva Laia - Lutas: Antoine Jaoude - Natação: Rogério Romero - Natação Sincronizada: Carolina de Moraes - Patinação Artística: Marcel Stürmer - Pentatlo Moderno: Samantha Harvey - Pólo Aquático: Mariana Roriz - Remo: José Carlos Sobral Júnior - Saltos Ornamentais: Juliana Veloso - Ski/Snowboard: Isabel Clark - Softbol: Roberta Cristina Suetugo - Squash: Karen Redfern - Taekwondo: Natália Falavigna - Tênis: Fernando Meligeni - Tênis de Mesa: Hugo Hoyama - Tiro com Arco: Leonardo Lacerda de Carvalho - Tiro Esportivo: Rodrigo Bastos - Trampolim Acrobático: Ana Milazzo Chaves Fernandes - Triatlo: Mariana Ohata - Vela: Robert Scheidt - Vôlei de Praia: Emanuel Rego - Vôlei: Giovane Gávio |

## Melhores atletas do ano
- Masculino: Fernando Meligeni
- Feminino: Daiane dos Santos

## Troféu Adhemar Ferreira da Silva
- Amaury Pasos (basquete)

## Melhor atleta paraolímpico
- Clodoaldo Silva

## Melhor técnico
- Bernardo Rocha de Rezende